# Xahr Hilal Yuhan`im
Xahr Hilal Yuhanʿim fou rei de Qataban al segle i aC.
Era fill i successor de Yadaʿʾab Dhubyan que el va associar al govern. Quan va morir el seu pare va regnar sol un temps i després va associar al seu fill Hawfi`am Yuhan`im. Aquest corregnat amb el seu fill esmentada en una inscripció al sota d'una estàtua de lleó de bronze, presenta un sincronisme entre aquest rei i el rei de Ma'in, Waqah'il Yatha, esmentat en una altra inscripció junt amb el seu fill Iliyafa Yashur, que després fou rei en solitari de Ma'in. Aquest sincronisme permet situat el regnat a la segona meitat del segle i aC. Utilitzava el títol de mukàrrib de Qataban.
El va succeir el seu fill associat.